# Herb Świdnika
Herb Świdnika – jeden z symboli miasta Świdnik w postaci herbu.

## Wygląd i symbolika
Herb przedstawia na błękitnym polu biało-czerwoną literę „S” w kształcie wirującego śmigła, zwieńczonego lotką skrzydła.
W herbie występują trzy barwy:
- błękitna – barwa tarczy, symbolizuje niebo i wzniosłość,
- czerwona – pierwsza z barw godła, symbolizuje odwagę i waleczność,
- srebrna – druga z barw godła, symbolizuje pokorę i uczciwość.

Także połączenie barwy czerwonej i srebrnej w godle herbu symbolizuje odwagę.
Cały herb nawiązuje do lotniczego charakteru miasta, co związane jest z wybudowaniem w Świdniku fabryki samolotów i śmigłowców. Litera „S” nawiązuje do nazwy miasta.

## Historia
Geneza herbu Świdnika sięga 1977 roku, kiedy to miejska rada narodowa ogłosiła konkurs na opracowanie projektu. Zwycięzcą wybranym spośród trzynastu plastyków biorących udział w konkursie został Henryk Szulc z Lublina.
W 1993 roku władze miasta zwróciły się do Oddziału Polskiego Towarzystwa Heraldycznego w Lublinie z prośbą o pomoc przy uporządkowaniu całej sfery symboliki samorządowej: chorągwi, flagi, sztandaru i pieczęci. Wtedy została wykonana przez plastyka z Lubartowa – Dariusza Dessuaera – nowa wersja używanego wcześniej herbu. Zmiany wynikały z potrzeby opracowania wzorca, który byłby jedynym poprawnym opracowaniem służącym do reprodukowania.
Uchwała Rady Miasta z 18 marca 1993 roku głosi: „Dla wyrażenia wspólnoty miejskiej i jej samorządności, nawiązując do przeszłości i nazwy miasta, nakazując czujność o kształt przyszłości ustanawia się następujące znaki miasta Świdnika: herb, chorągiew, flagę, sztandar, pieczęć. Są one otaczane największą czcią mieszkańców miasta, stanowią symbol ich wspólnoty, przywiązania i lokalnego patriotyzmu. Wyrażają gotowość do podejmowania wysiłków dla obrony samorządności i budowania wspólnego dobra”.
W intencji autora projektu: „herb jest niejako ruchomy – ma śmigło i ruch rysujący literę „Ś”. Herbarz miast polskich autorstwa Andrzeja Plewako i Józefa Wanaga, opisuje herb Świdnika następująco: „w polu błękitnym biała stylizowana duża litera „Ś” z czerwonym podbiciem”. Prof. Józef Szymański, autor propozycji blazonowania herbu przyjętej przez Radę Miasta Świdnik w uchwale z 18 marca 1993 roku, opisał herb w inny sposób: „w polu błękitnym kula srebrna i czerwona z taż lotką, przy czym barwa srebrna układa się w kształt litery Ś”.

## Kontrowersje
Pomimo poprawek z 1993 roku herb został heraldycznie niepoprawnie skonstruowany:
- Barwy i metale nakładają się na siebie. Barwy to błękit tła i czerwień skrzydła, metal to srebrny inicjał S. Można umieścić barwę na metalu lub metal na barwie. Nigdy barwa na barwie i metal na metalu.
- Przedmioty heraldyczne w polu tarczy są proporcjonalnie za duże w stosunku do pola tarczy. Odległość od krawędzi tarczy powinna wynosić mniej więcej 1/7 jej długości.
- Nałożenie na siebie skrzydła i „S” sprawia, że godło jest nieczytelne, zwłaszcza czerwone skrzydło, a czytelność i związana z nią komunikatywność herbu to jego podstawowe funkcje.

Funkcjonują dwie jego różniące się znacząco wersje.